# Hippolyte Taine
Hippolyte Adolphe Taine (21. dubna 1828 Vouziers, Ardenny – 5. března 1893 Paříž) byl francouzský filozof, historik a literární kritik a literární historik, představitel pozitivizmu. Měl mimořádný vliv na dílo řady francouzských (zejména naturalistických) spisovatelů, jako např. Zoly, Bourgeta a Maupassanta.

## Výběr z díla
- La Fontaine a jeho bajky (La Fontaine et ses fables, 1853 a 1860)
- Dějiny anglické literatury (Histoire de la littérature anglaise, 1864). Toto dílo zařadila katolická církev v roce 1866 na Index zakázaných knih.[1]
- O rozumu (De l’intelligence, 1870)
- Eseje kritické a historické (Essais de critique et d’histoire)
- Filozofie umění (Philosophie de l’art)
- Kořeny současné Francie (Les Origines de la France contemporaine 1875-1893)
- William Shakspeare (česky 1916) Dostupné online
- TAINE, Hippolyte. Studie o dějinách a umění: Překlad z franc. Praha: Odeon, 1978. 388 s.

## Fotogalerie

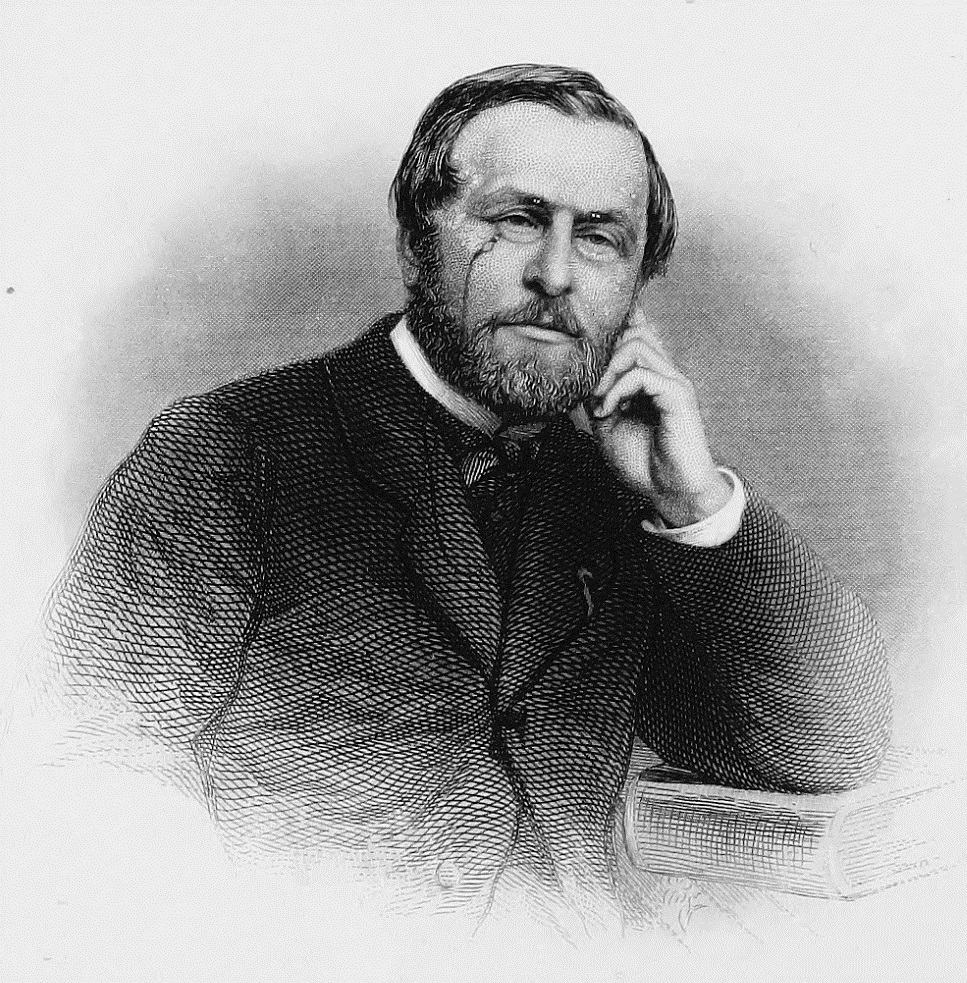
Hippolyte Taine
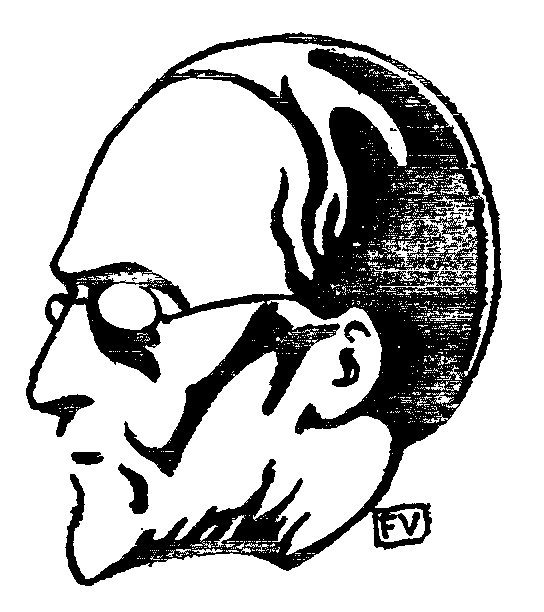
Portrét od Félixe Vallottona (1897)
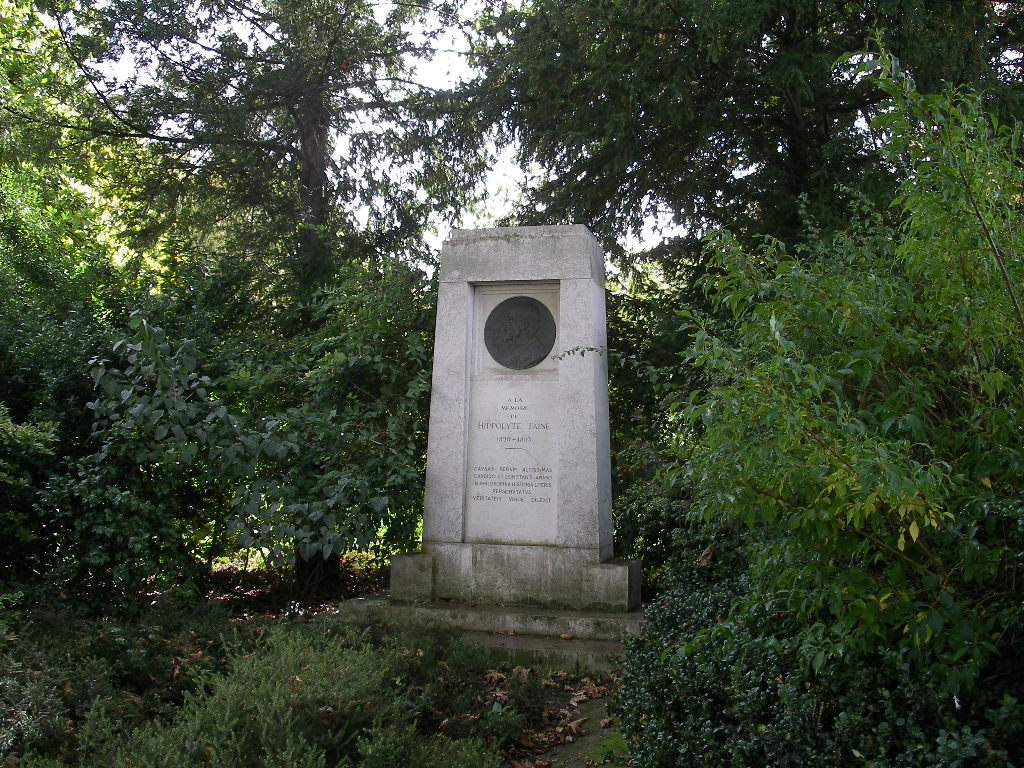
Památník v Paříži (le square d'Ajaccio, Paris - 7ème)
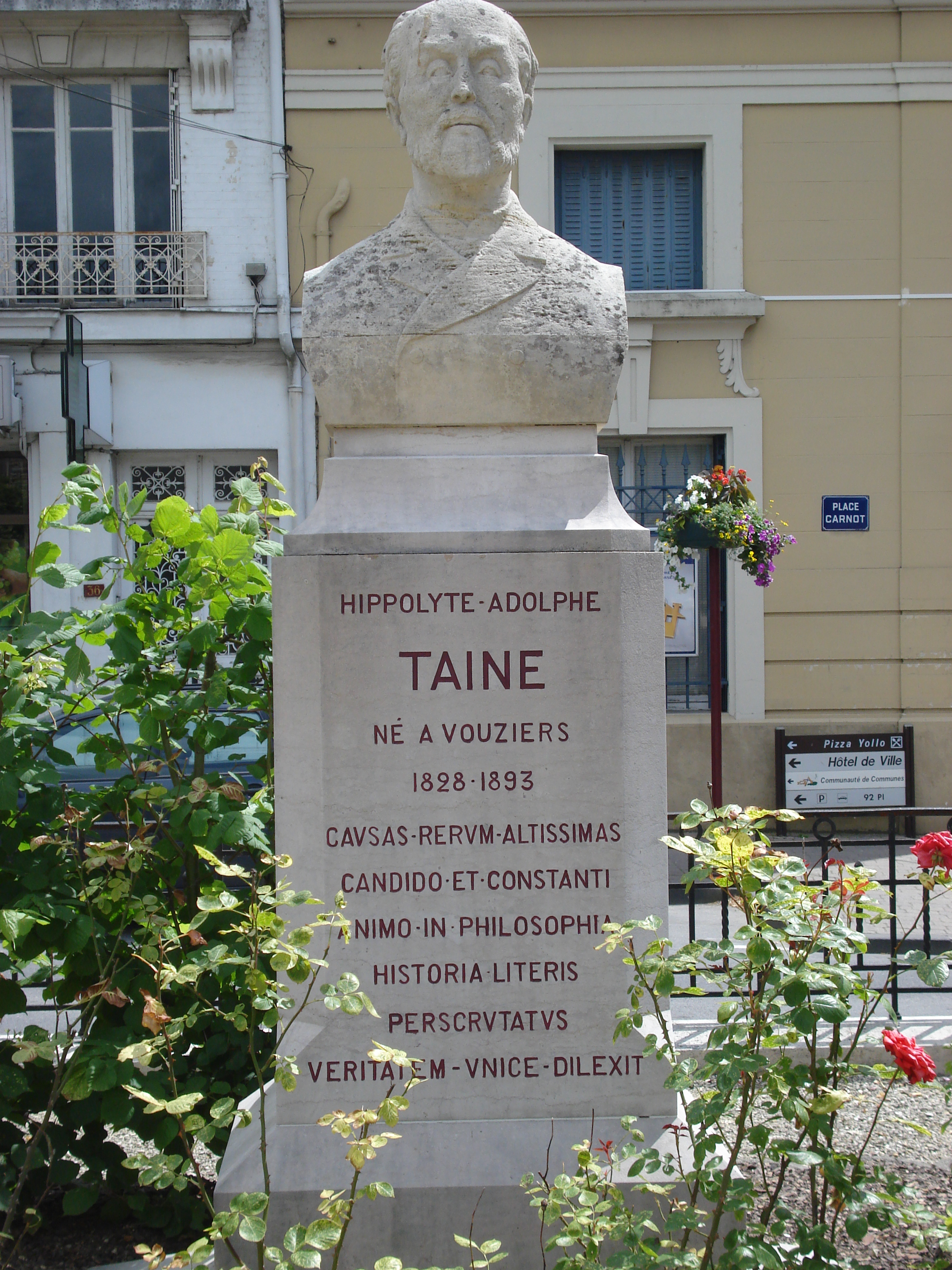
Busta Hippolyta Taineho ve Vouziers (Ardennes)